# Distrito de Saint-Denis
El distrito de Saint-Denis es un distrito (en francés arrondissement) de Francia, que se localiza en el département Sena-San Denis (en francés Seine-Saint-Denis), de la région Isla de Francia. Cuenta con 10 cantones y 9 comunas.
La capital de un departamento se llama subprefectura (sous-préfecture). Cuando un departamento contiene la prefectura (capital) del departamento, esa prefectura es la capital del distrito, y se comporta tanto como una prefectura como una subprefectura.

## División territorial

### Cantones
Los cantones del distrito de Saint-Denis son:
1. Aubervilliers-Est
2. Aubervilliers-Ouest
3. La Courneuve
4. Épinay-sur-Seine
5. Pierrefitte-sur-Seine
6. Saint-Denis-Nord-Est
7. Saint-Denis-Nord-Ouest
8. Saint-Denis-Sud
9. Saint-Ouen
10. Stains

### Comunas
| 1. Aubervilliers (93001)     | 2. La Courneuve (93027) | 3. Pierrefitte-sur-Seine (93059) | 4. Saint-Denis (93066)      |
| 5. Saint-Ouen (93070)        | 6. Stains (93072)       | 7. Villetaneuse (93079)          | 8. Épinay-sur-Seine (93031) |
| 9. L'Île-Saint-Denis (93039) |                         |                                  |                             |